# Speleoharpactea levantina
Speleoharpactea levantina is een spinnensoort in de taxonomische indeling van de celspinnen (Dysderidae).
Het dier behoort tot het geslacht Speleoharpactea. De wetenschappelijke naam van de soort werd voor het eerst geldig gepubliceerd in 1982 door Carles Ribera.